# Dénezé-sous-Doué
Dénezé-sous-Doué és un municipi francès situat al departament de Maine i Loira i a la regió de País del Loira. L'any 2007 tenia 444 habitants.

## Demografia

### Població
El 2007 la població de fet de Dénezé-sous-Doué era de 444 persones. Hi havia 178 famílies de les quals 52 eren unipersonals (24 homes vivint sols i 28 dones vivint soles), 55 parelles sense fills, 67 parelles amb fills i 4 famílies monoparentals amb fills.
La població ha evolucionat segons el següent gràfic:
Habitants censats

### Habitatges
El 2007 hi havia 200 habitatges, 180 eren l'habitatge principal de la família, 13 eren segones residències i 7 estaven desocupats. 194 eren cases i 5 eren apartaments. Dels 180 habitatges principals, 136 estaven ocupats pels seus propietaris, 35 estaven llogats i ocupats pels llogaters i 10 estaven cedits a títol gratuït; 2 tenien una cambra, 16 en tenien dues, 29 en tenien tres, 45 en tenien quatre i 89 en tenien cinc o més. 132 habitatges disposaven pel capbaix d'una plaça de pàrquing. A 71 habitatges hi havia un automòbil i a 87 n'hi havia dos o més.

### Piràmide de població
La piràmide de població per edats i sexe el 2009 era:
| Homes | Edats   | Dones |
| ----- | ------- | ----- |
| 0     | 95 o +  | 0     |
| 4     | 90 a 94 | 8     |
| 0     | 85 a 89 | 4     |
| 0     | 80 a 84 | 4     |
| 4     | 75 a 79 | 0     |
| 16    | 70 a 74 | 8     |
| 12    | 65 a 69 | 24    |
| 12    | 60 a 64 | 12    |
| 16    | 55 a 59 | 12    |
| 4     | 50 a 54 | 4     |
| 12    | 45 a 49 | 8     |
| 36    | 40 a 44 | 12    |
| 8     | 35 a 39 | 16    |
| 12    | 30 a 34 | 16    |
| 0     | 25 a 29 | 12    |
| 12    | 20 a 24 | 16    |
| 4     | 15 a 19 | 20    |
| 8     | 10 a 14 | 8     |
| 4     | 5 a 9   | 0     |
| 8     | 0 a 4   | 24    |

## Economia
El 2007 la població en edat de treballar era de 254 persones, 205 eren actives i 49 eren inactives. De les 205 persones actives 194 estaven ocupades (106 homes i 88 dones) i 12 estaven aturades (3 homes i 9 dones). De les 49 persones inactives 20 estaven jubilades, 8 estaven estudiant i 21 estaven classificades com a «altres inactius».

### Ingressos
El 2009 a Dénezé-sous-Doué hi havia 183 unitats fiscals que integraven 469 persones, la mediana anual d'ingressos fiscals per persona era de 15.111 €.

### Activitats econòmiques
Dels 17 establiments que hi havia el 2007, 1 era d'una empresa de fabricació d'altres productes industrials, 2 d'empreses de construcció, 4 d'empreses de comerç i reparació d'automòbils, 3 d'empreses d'hostatgeria i restauració, 2 d'empreses immobiliàries, 1 d'una empresa de serveis, 1 d'una entitat de l'administració pública i 3 d'empreses classificades com a «altres activitats de serveis».
Dels 5 establiments de servei als particulars que hi havia el 2009, 1 era un guixaire pintor, 1 electricista i 3 restaurants.
L'any 2000 a Dénezé-sous-Doué hi havia 32 explotacions agrícoles que ocupaven un total de 1.456 hectàrees.

## Equipaments sanitaris i escolars
El 2009 hi havia una escola elemental integrada dins d'un grup escolar amb les comunes properes formant una escola dispersa.

## Poblacions més properes
El següent diagrama mostra les poblacions més properes.